# Jules Dousset
 (février 2025).
Jules Dousset est un acteur, scénariste et réalisateur français né en 1982. Il est l'un des créateurs de la série Cocovoit, sur la chaîne Comédie+. Il fait également des apparitions à la télévision, au théâtre et au cinéma.

## Biographie
À partir de 2010 il apparait dans les téléfilms de Fabrice Hourlier et intègre La compagnie Ah avec laquelle il joue Le Songe d'une nuit d'été dans le rôle de Démétrius.
En parallèle il s'exerce à la réalisation de courts métrages[source secondaire nécessaire].
En 2015, il joue le rôle principal d'un épisode de la saison 16 de la série de TF1 Joséphine, ange gardien. Ensuite il parcourt une dizaine de pays européens pour y jouer Le malade imaginaire[source insuffisante]. C'est pendant cette tournée qu'il a l'idée originale de la série Cocovoit et qu'il développe avec ses amis Ambroise Carminati, Bastien Ughetto et Liam Ortelsberg.
À partir de 2018, il s'illustre, aux côtés de Victoria Abril, Jean-Baptiste Maunier et Prisca Demarez dans la pièce de théâtre comique Paprika.
Il fait partie des collectifs de comédiens ET BIM et Les Parasites.

## Filmographie

### Cinéma
- 2014 : La Vie rêvée de David L[3] de Julien Pichard et Paul Lê : Franck
- 2017 : On s'est fait doubler ! de Nicolas Ramade : l'agent bavard (doublé par Richard Darbois)
- 2018 : Moscou-Royan d'Elena Cosson Kizilova : Mathieu
- 2020 : Miss de Ruben Alves
- 2020 : La Troisième Guerre[4] de Giovanni Aloi : Capitaine Ménard

### Télévision

#### Téléfilms
- 2010 : Destin de Rome (Arte) de Fabrice Hourlier : officier de Brutus
- 2012 : Au nom d'Athènes (Arte) de Fabrice Hourlier : Philippidès
- 2013 : Bleu catacombes de Charlotte Brändström : l'inconnu
- 2016 : La Campagne d'Égypte (Arte) de Fabrice Hourlier : soldat Jaffa
- 2017 : La Guerre des as (Arte) de Fabrice Hourlier : capitaine d'infanterie français

#### Séries télévisées
- 2012 : Une famille formidable de Joël Santoni : le serveur rebelle (épisode Tous en scène)
- 2014 : Nos chers voisins d'Emmanuel Rigaut : le coup de tête
- 2014 : Petit secret entre voisins : Rivalité entre frères
- 2015 : Falco de Jean-Luc Herbulot : policier DPJ (épisode Double Peine, 1re et 2e parties)
- 2015 : Joséphine, ange gardien de Pascal Heylbroeck : Tom (épisode Papa est un chippendale)
- 2016 : Commissariat central de Varante Soudjian : Chabrol
- 2016 : Workingirls de Sylvain Fusée (saison 4)
- 2017 : Capitaine Marleau de Josée Dayan (épisode Le Jeune Homme et la Mort)
- depuis 2017 : Cocovoit (Comédie+) : divers personnages
- 2018 : Caïn de Jason Roffé : Jordan (épisode Mise à nu)
- 2019 : Munch de Laurent Tuel : le coach sportif (épisode Un coupable trop parfait)
- 2019 : Plus belle la vie : Fabio Bari (13 épisodes, saison 15)
- 2019 : L'Effondrement des Parasites : présentateur TV (épisodes 1 et 8)
- 2021-2022 : Un si grand soleil : Rudy Guillin (68 épisodes)
- 2022 : Tandem : Anthony Léger (saison 7, épisodes 10 et 11)
- 2022 : Damoiselles (TV5Mondes) : Robert (1 épisode)
- 2022 : L'Amour (presque) parfait de Pascale Pouzadoux : Vladimir (6 épisodes)
- 2023 : Un Monde en feu : Barthez (2 épisodes)
- 2024 : Mercato (TF1) : L'envoyé Spécial LCI
- 2024 : Senna : Commentateur Français (S1:E4)

## Théâtre
- 2009 : Shakespeariades (au Petit Hebertot)
- 2011 : Ma sœur est un boulet (à la Comédie République)
- 2012 : La Rue des fables (Théâtre du Gymnase)
- 2013-2016 : Le Songe d'une nuit d'été, mise en scène d'Antoine Herbez : Demetrius[5]
- 2014-2016 : Mistinguett, reine des années folles (Casino de Paris) : Zeze
- 2016 : Le Malade imaginaire (Théâtre Le Ranelagh et tournée européenne), mise en scène de Béralde : Mr Diafoirus, Mr Bonnefoy
- 2018 : Paprika, de Pierre Palmade, avec Victoria Abril, Jean-Baptiste Maunier, Prisca Demarez et Julien Cafaro, mise en scène de Jeoffrey Bourdenet (théâtre de la Madeleine[6])
- 2020 : La machine de Turing, mise en scène Tristan Petitgirard